# Storeusholmen
Storeusholmen est une île dans le landskap Sunnhordland du comté de Vestland. Elle appartient administrativement à Øygarden.

## Géographie
Rocheuse et couverte d'une légère végétation, elle s'étend sur environ 148 m de longueur pour une largeur approximative de 136 m.